# 蘇治芬
蘇 治芬（そ ちふん、スー ジーフェン、1953年〈民国42年〉7月10日 - ）は、中華民国（台湾）の政治家。民主進歩党所属の元立法委員、元雲林県長。

## 経歴
2001年の第5回立法委員選挙で雲林県選挙区から出馬し、初当選した。
2005年の雲林県長選挙に立候補し、初当選した。雲林県初の非国民党県長となった。
2009年の雲林県長選挙でも65%以上の得票率で再選された。
2016年の第9回立法委員選挙では元行政院長の謝長廷から説得され、雲林県第一選挙区から出馬し、当選した。2020年の第10回立法委員選挙でも再選された。
2024年の第11回立法委員選挙では、予想外に国民党候補に僅か3000票の僅差で敗れ、落選した。

## 選挙記録
| 年度 | 選挙               | 選挙区           | 所属政党   | 得票数  | 得票率 | 当選 | 注釈 |
| ---- | ------------------ | ---------------- | ---------- | ------- | ------ | ---- | ---- |
| 2001 | 第5回立法委員選挙  | 雲林県選挙区     | 民主進歩党 | 58,960  | 17.42% |      |      |
| 2005 | 第15回雲林県長選挙 | 雲林県           | 民主進歩党 | 201,192 | 53.37% |      |      |
| 2009 | 第16回雲林県長選挙 | 雲林県           | 民主進歩党 | 229,958 | 65.36% |      |      |
| 2016 | 第9回立法委員選挙  | 雲林県第一選挙区 | 民主進歩党 | 87,378  | 53.73% |      |      |
| 2020 | 第10回立法委員選挙 | 雲林県第一選挙区 | 民主進歩党 | 94,786  | 50.61% |      |      |
| 2024 | 第11回立法委員選挙 | 雲林県第一選挙区 | 民主進歩党 | 81,707  | 46.06% |      |      |